# Jambo Keupok
Jambo Keupok is een bestuurslaag in het regentschap Aceh Selatan van de provincie Atjeh, Indonesië. Jambo Keupok telt 1109 inwoners (volkstelling 2010).